# Ernst Heckelmann
Ernst Heckelmann (geb. 1948 in Wartaweil) ist ein deutscher Maler.

## Leben und Werk
Nach einer abgebrochenen Karriere als Skirennläufer wendete sich Heckelmann der Malerei zu. Von 1969 bis 1974 folgte ein Studium bei Thomas Zacharias an der Akademie der Bildenden Künste in München; 1978 Auslandsaufenthalt Chelsea Hotel, New York; Entstehung des 78-er Zyklus; 1989 „Künstlerboote“ Städtische Sammlungen Ulm; 1990 International Art Camp, Kuala Lumpur; Stadtmaler-Stipendium, Bremervörde; Prinzregent-Luitpold-Stipendium; 1992 Max-Pschorr-Stipendium; ab 1992 Arbeiten für die Bayerische Staatsoper München (Programmhefte); 1994; Arbeitsaufenthalt Schloß Solitude, Stuttgart; seit 2002 arbeitet er regelmäßig zweimal im Jahr in der Keramikwerkstatt „San Giorgio in Albisola“, Ligurien; 2003 Dozent an der Kunstakademie Bad Reichenhall; seit 2006 Mitglied der Neuen Gruppe München. Ernst Heckelmann lebt und arbeitet in Dornstetten am Lech.
Ernst Heckelmann ist für seine oft großformatigen Bilder alpiner Berglandschaften bekannt. Er malt sie in kräftigen, meist weiß-blau gehaltenen Strichen, die ins Abstrakte gehen; einzelne angedeutete Hütten oder Menschen laden den Betrachter zur Auseinandersetzung mit dem Bild ein. Jenseits von Alpenkitsch drücken seine Bilder die Majestät der Bergwelt und die Verlorenheit der Menschen in ihr aus. Auch Schiffe, Autos, Palmen und andere Sujets sind von ihm gemalt worden. Heckelmann wird dem Umkreis der Neuen Wilden zugeordnet, seine Bilder entstehen im Stil des Action Paintings.

## Preise und Auszeichnungen
1989 Kunstpreis der Stadt Ebersberg
2016 Kunstpreis der Stadt Landsberg

## Einzel- und Gruppenausstellungen
- 1978 „Ernst Heckelmann“, Produzentengalerie München;·
- 1981 „Der Bus“, Lothringerstraße 13, München;
- „Berge 81“, Rathaushalle München;·
- 1982 „Malerei auf Papier“ mit Pier Paolo Pasolini; „Bilder und Zeichnungen“, Kunstverein München;·
- 1984 ART „Deutsche Landschaft“, Schloss Charlottenburg Berlin;· „Unframed – Works on Paper by Munich Artists“, The Machine Shop Gallery, Cincinnati;
- 1998; „Künstlerboote“, Städtische Sammlungen Ulm;·
- 2004 „Landschaft und Erinnerung“, Rathaushalle München; ·
- 2007 „Game over“, Kloster Irsee;· „Feuer und Sturm“, Stadtmuseum Ingolstadt; „La fabbrica dei sogni“, Casa Mantegna, Mantova; ·„Ziemlich hoch“, Kunsthaus Kaufbeuren;·
- 2008 „Ernst Heckelmann – romantics“, Neues Stadtmuseum Landsberg am Lech;
- 2010 „Schneeweiß – Schneeblau. Bilder aus dem Oberland“, Kloster Benediktbeuern;· „5 mal München“, Schloß Mochental, Galerie Schrade; ·
- 2011 Piatti aus Albisola im Kloster Irsee;·
- 2012 „Artist in Residence“, Arlberg Hospiz, St. Christoph;·
- 2013 „Biennale de la Céramique“, Salernes, Frankreich;
- 2014 „Neuschnee“, Künstlerhaus Marktoberdorf, Museum für zeitgenössische Kunst;
- 2015 „Das Blaue Land – Impulse in die Kunst“, Kunststiftung Petra Benteler, Murnau;· „Nah und fern“, Schalterhalle im Historischen Bahnhof Starnberg am See; „Da droben“ mit Christina von Bitter, Städtische Galerie Rosenheim;· „Cabrio“ mit Heike Pillemann, Galerie van de Loo, München;· Ernst Wiedemann
- 2016 „Blick-Feld-Wald-Wiese“ mit Ludwig Arnold und Victor Kraus, Galerie Josephski-Neukum;
- 2021 Kunst auf Rädern, Künstlerhaus Markt Oberdorf; Ernst Heckelmann. Malerei auf Papier/Karton, Galerie Josephski-Neukum

## Medienberichterstattung, Literatur
- Bayerischer Rundfunk, am 2. Januar 2000, Wege, die die Bilder gehen
- Bayerischer Rundfunk, Notizbuch am 13. Juni 2002, Begegnungen am Lech, Interview mit Ernst Heckelmann
- Bayerischer Rundfunk Fernsehen, Bergheimat am 18. Dezember 2014, Ernst Heckelmann und seine fernen Gipfel
- Bayerischer Rundfunk Fernsehen, Bergauf-Bergab am 2. Februar 2014, Gipfelglück im grünen Winter – und faszinierender Neuschnee
- Bayerischer Rundfunk, Bergheimat am 23. November 2014, Promis in ihrer Bergwelt
- Gert Gliewe: Der Aufbruch in die Freiheit, Abendzeitung 9. September 1981
- Elmar Landes: Maler und ihre Bilder, DAV-Mitteilungen 6/1981
- I. Seidenfaden: Der Rote Bus kann fliegen, München Mosaik 3/1982
- Wolfgang Jean Stock: Trauerpower – zu den Bildern von Ernst Heckelmann, Katalogtext Ernst Heckelmann, Kunstverein München 1982
- Wolfgang Längsfeld: Ein Wilder, wenn auch kein ganz Neuer, Süddeutsche Zeitung 1983
- Ernst Heckelmann im Gespräch mit Stefan König, Bergwelt 11/1986
- Hans Michael Herzog: Ernst Heckelmann, Weltkunst 11/1987
- Axel + Christa Murken: Gedanken zur Malerei von Ernst Heckelmann, Katalog des Neuen Stadtmuseums, Landsberg am Lech 1989 sowie in NIKE, New Art in Europe Nr 38/1991
- Paul Otto Schulz: Aktuell in Münchner Galerien, Süddeutsche Zeitung 26. Oktober 1989
- Christa Murken-Altrogge: Zu den niederdeutschen Landschaftsaquarellen von Ernst Heckelmann im Katalog Nordlicht 1991
- Paul Otto Schulz: Auf den Wellen des Fernwehs, SIBYLLE-Edition 10/1994
- Christoph Wiedemann: Magisch anziehend in die Unwegsamkeit, SZ-Extra 2. Februar 2020
- Kunststiftung Petra Benteler (Hrsg.): Innere Landschaften, Murnau 2017